# 结伦州
结伦州，中国元朝时设置的州。
元朝升结伦峒置，治所在今广西壮族自治区天等县东北镇结。辖境相当今广西壮族自治区天等县东北部分地区。属太平路。明朝时，属太平府。1916年改为镇结县。 